# 키브롱만 해전

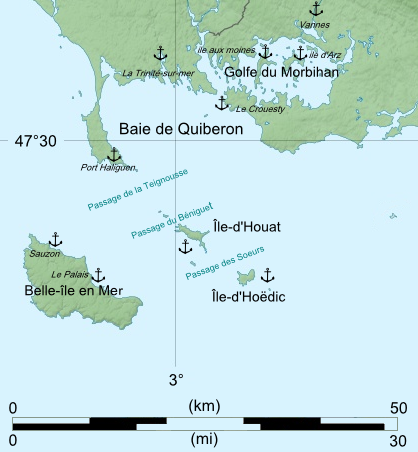
키브롱 만 지도

키브롱만 해전(Battle of Quiberon Bay)은 7년 전쟁 중인 1759년 11월 20일 프랑스 생 나제르(St. Nazaire) 근처의 키브롱 만 근해에서 일어났다. 제독 에드워드 호크 경(Sir Edward Hawke) 휘하 전열함(ships of the line) 23척으로 구성된 영국 함대는 콩플랑 원수(Marshal de Conflans)가 지휘하는 전열함 21척으로 구성된 프랑스 함대를 격렬한 전투 끝에 침몰, 나포 혹은 좌초시켰다. 이 해전은 로얄 네이비(Royal Navy)의 가장 커다란 승리 중 하나이자, 1759년 기적의 해(Year of Miracles 1759)의 한 부분이다. 프랑스에서는 Bataille des Cardinaux 로 알려져 있다.

## 배경
1759년 동안 호크 휘하의 영국 해군은 프랑스 브레스트(Brest) 해안의 봉쇄를 유지하고 있었다. 그해 프랑스는 영국-스코틀랜드 침공 계획을 세웠고 수송선과 군대를 루아르(Loire) 강 어귀에 집결시켰다. 1759년 8월 지중해에서 일어난 라구스 해전(Battle of Lagos)의 패배로 침공은 불가능해졌다. 하지만 수아죌 공작(duc de Choiseul)은 여전히 스코틀랜드 침공 계획을 가지고 있었고 프랑스 함대에 봉쇄를 뚫고 모르비앙 만(Gulf of Morbihan) 근처에 수송선을 모으라는 명령을 내렸다.
11월 첫째 주 동안 강한 서풍이 불었고 3일 뒤 호크의 봉쇄 함대는 영국 남부 해안에 위치한 토베이(Tobay)로 이동할 수 밖에 없었다. 프랑스 수송대를 감시하기 위해 로버트 더프(Robert Duff)가 이끄는 5등급함 5척과 프리깃 9척이 키브롱 만에 남겨졌다. 그동안 프랑스의 서인도 소전대(small squadron)는 아무 방해 없이 브레스트에 있던 콩플랑의 함대와 합류했다. 14일, 동풍이 불자 콩플랑은 함대를 이끌로 브레스트에서 출항했다. 하지만 프랑스 함대의 탈출은 성공적이지 못했다. 함대는 폭풍에도 불구하고 브레스트 근처에서 제위치를 지키고 있던 HMS 액티온(HMS Acteaon)에게 포착되었으며(하지만 HMS 액티온은 호크의 함대와 합류하지 못했다.), HMS 주노(HMS Juno)와 HMS 스왈로우(HMS Swallow)에게도 포착되었다.(하지만 프랑스 함대는 HMS 주노와 HMS 스왈로우를 쫓아버렸다.) 15일 오전 2시, 벨릴(Belle-Isle) 섬 서쪽 70마일 지점에 있는 프랑스 함대를 영국 보급선이 발견했고 다음날 보급선의 보고를 받은 호크는 강한 남남서풍을 타고 프랑스 함대를 추격했다. 한편 HMS 벤젼스(Vengeance)는 더프에게 경고하기 전날 밤에 키브롱 만에 도착했고 더프와 그의 전대를 강한 서남서풍이 부는 해상에 있었다.

## 전투
19일 밤, 바람과 씨름을 하며 프랑스 함대는 새벽에 키브롱에 도착하기 위해 속도를 줄였다. 벨릴에서 20마일 떨어진 지점에서 콩플랑은 더프의 전대를 발견했다. 콩플랑은 더프의 전대가 영국의 주함대가 아니라는 사실을 알고 공격해 쫓아버렸다. 더프는 그의 전대를 북쪽과 남쪽으로 분산시켰다. 프랑스 함대의 전위와 중앙 전대는 이를 추격하기 시작했다. 이때 프랑스 후위 전대는 서쪽에서 어떤 함대를 발견했다. 이에 프랑스 함대는 추격을 멈추었지만 호크의 함대를 발견했을 때 프랑스 함대는 이미 분산되어 있었다.오전 8시 30분, HMS 마그나님(HMS Magnanime)은 프랑스 함대를 발견했고 호크는 함대에 전열을 형성하라는 신호를 보냈다.

영국과 프랑스 함대의 경로

콩플랑은 아주 강한 서남서풍을 받으며 영국 함대에 맞서는 것과 키브롱 만으로 들어가 방어 대형을 형성하는 것(키브롱 만은 모래톱과 암초가 많아 영국 함대가 프랑스 함대를 쫓아 만(灣)에 진입하기 힘들었다.) 둘 중 하나를 선택해야 했고 콩플랑은 후자를 선택했다. 오전 9시경, 호크는 프랑스 함대를 추격하라는 신호를 보냈고 악천후에도 불구하고 전함의 모든 돛을 전개시켰다. 오후 2시 30분, 콩플랑이 키브롱 반도 끝에 위치한 레 카르디노(Les Cardinaux) 암초를 지나는 순간 첫 포성이 울려퍼졌다. 프랑스 함대의 전위와 중앙 전대는 안전한 만으로 들어서고 있었지만 후위 전대는 영국 함대에게 따라잡히기 시작했다.
오후 4시경, 호크가 레 카르디노 암초를 돌때 포미더블(Formidable)은 HMS 레졸루션(HMS Resolution)에게 항복했다. 한편, HMS ''토베이''(HMS Torbay)는 전투 끝에 테제(Thésée)를 침몰시키고, 쉬페르브(Superbe)를 나포했다. 좌초하기 전에 에로(Héros)는 군기를 내리고 항복했다.
풍향이 남서로 바뀌자 호크의 대담한 추격을 받고 있던 콩플라의 함대내에 혼란이 가중되었다. 콩플랑은 혼란을 해결하려고 했지만 효과가 없었고 그는 다시 바다로 나아갔다. 만의 입구로 향하던 콩플랑의 기함 솔레이유 로얄(Soleil Royal)에 HMS 로얄 조지(HMS Royal George)가 다가오기 시작했다. 호크는 솔레이유 로얄을 나포할 기회를 잡았지만 앵트레피드(Intrépide)가 끼어들어 HMS 로얄 조지에 포격을 가했다. 그동안 솔레이유 로얄은 풍하(바람이 불어나가는 쪽)로 이동한 뒤 나머지 함대와 떨어져 크로아직(Croisic) 근처에 닻을 내렸다. 오후 5시, 어둠이 깔리자 호크는 함대에 닻을 내리라는 신호를 보냈다.
밤 동안 프랑스 전함 8척은 모래톱을 지나 바다로 나간 뒤 로슈포르(Rochefort)로 탈출했다. 한편 프랑스 전함 7척과 프리깃함은 빌렌(Villaine) 강 어귀에 있었는데 호크는 폭풍으로 인해 이 함선들을 공격하지 못했다. 프랑스 함대는 조류와 북서풍을 이용해 빌렌 강 아래 위치한 모래톱을 지나 탈출하기 위해 대포와 장비를 버렸다. 심한 손상을 입은 쥐스트(Juste)는 루아르 강(Loire)을 향해 이동하다 난파되었고 HMS 레졸루션은 모래톱에 좌초됐다.

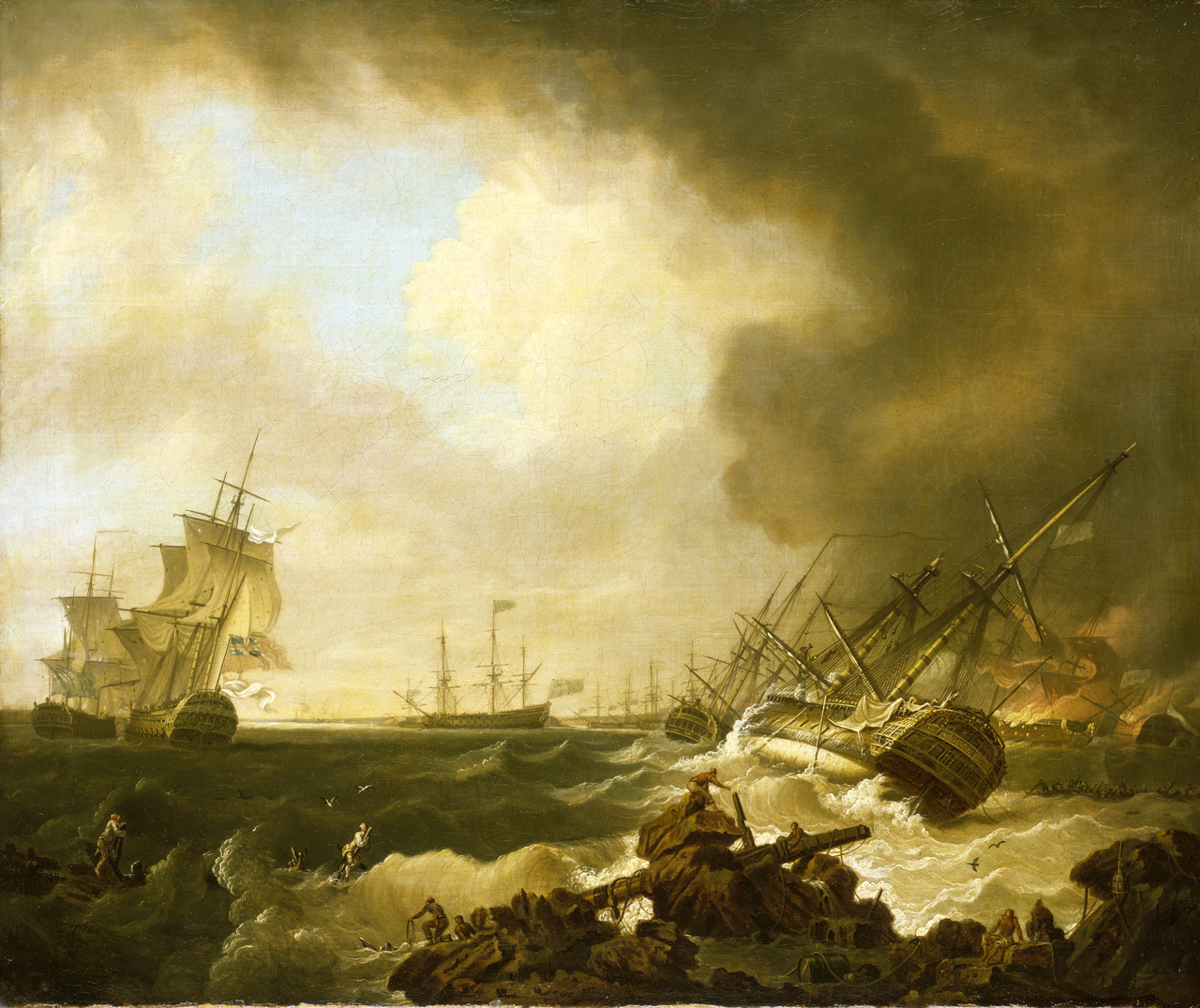
키브롱 만 해전:그날 이후
(리처드 라이트 1760년작)

솔레이유 로얄은 크로아직 포대로 탈출하려고 시도했지만 HMS 에섹스(HMS Essex)가 추격했고 결국 둘 함선 모두 에로 옆에 좌초됐다. 22일, 강풍이 잦아들었고 더프의 전함 3척이 좌초한 적함을 파괴하기 위해 보내졌다. 콩플랑은 에로가 전소되는 동안 솔레이유 로얄을 불태웠다. 호크는 빌렌 강에 자리잡은 적함에 화공을 가했지만 효과가 없었다.

## 여파
프랑스 함대는 괴멸됐고 전쟁이 끝날 때까지 재건되지 못했다. 알프레드 T. 마한(Alfred T. Mahan, 1840-1914;해양력이 역사에 미치는 영향(The Influence of Sea Power upon History)은 "1759년 11월 20일의 전투는 7년 전쟁의 트라팔가르이었다. (중략) 그리고 영국 해군은 프랑스와 스페인 식민지에 어떤 제약도 없이 공격을 가할 수 있게 되었다." 라고 언급했다. 1760년 프랑스는 해상 보급의 문제로 현 캐나다에서 벌어진 생트-푸아 전투(Battle of Sainte-Foy) 승리의 여세를 이어나가지 못했다. 따라서 키브롱 만 해전은 누벨 프랑스(Nouvelle France; 북아메리카 프랑스 식민지를 일컫는 말, 현 캐나다의 일부도 포함된다.)의 운명을 결정지은 전투로 여겨진다.
금융업자들은 영국이 마음대로 프랑스 무역에 타격을 가할 수도 있다는 것을 깨달았다. 이로 인해 프랑스는 크레디트 크런치(Credit Crunch; 금융의 극단적인 핍박 상황)를 겪었고 정부는 빚을 갚기 힘들게 되었다.

## 전투 서열

### 프랑스 함대
| 함선명                                      | 대포 | 사령관                                     | 승무원 | 각주                                                                          |
| ------------------------------------------- | ---- | ------------------------------------------ | ------ | ----------------------------------------------------------------------------- |
| 제1전대                                     |      |                                            |        |                                                                               |
| 솔레이유 로얄 (Soleil Royal)                | 80   | 선장 B. de Chasac                          | 950    | 콩플랑 후작의 기함 - 좌초 후 불탐                                             |
| 오리앙 (Orient)                             | 80   | 선장. N. 드 라 필리에르(de la Filière)     | 750    | 게브리당 뷔데 드 쉬발리에의 기함 - 로슈포르로 탈출                            |
| 글로류 (Glorieux)                           | 74   | 빌라르 드 라 브로스(Villars de la Brosse)  | 650    | 빌렌으로 탈출                                                                 |
| 로뷔스트 (Robuste)                          | 74   | 프라니에르 드 비엔느(Fragnier de Vienne)   | 650    | 빌렌으로 탈출                                                                 |
| 도팽 로얄 (Dauphin Royal)                   | 70   | Chevalier d'Uturbie Fragosse               | 630    | 로슈포르로 탈출                                                               |
| 드라곤 (Dragon)                             | 64   | 바소르 드 라 투쉐(Vassor de la Touche)     | 450    | 빌렌으로 탈출                                                                 |
| 솔리테르 (Solitaire)                        | 64   | 드 랑글 자작(Vicomte de Langle)            | 450    | 로슈포르로 탈출                                                               |
| 제2전대                                     |      |                                            |        |                                                                               |
| 토낭 (Tonnant)                              | 80   | 선장 생 빅토레(St Victoret)                | 800    | 쉬발리에 드 보프르몽(Chevalier de Beauffremont)의 기함– 로슈포르로 탈출       |
| 앵드레피드 (Intrépide)                      | 74   | Chastologer                                | 650    | 로슈포르로 탈출                                                               |
| 테제 (Thésée)                               | 74   | 케르생 드 (Kersaint de Coetnempren)        | 650    | 하층 포문에서 침수해 침몰                                                     |
| 노섬벌랜드 (Northumberland)                 | 70   | Belingant de Kerbabut                      | 630    | 로슈포르로 탈출                                                               |
| 슈페르브 (Superbe)                          | 70   | Montalais                                  | 630    | "로얄 조지"에 의해 침몰                                                       |
| 에베이에 (Eveillé)                          | 64   | Prévalais 드 라 로쉐(de la Roche)          | 450    | 빌렌으로 탈출                                                                 |
| 브리앙 (Brillant)                           | 64   | Keremar Boischateau                        | 450    | 빌렌으로 탈출                                                                 |
| 제3전대                                     |      |                                            |        |                                                                               |
| 포미더블 (Formidable)                       | 80   | 선장 생 앙드레                             | 800    | 드 생 앙드레 뒤 베르제(De Saint André du Vergé)의 기함. - "레졸루션"에게 포획 |
| 마니피크 (Magnifique)                       | 74   | Bigot de Morogues                          | 650    | 로슈포르로 탈출                                                               |
| 에로 (Héros)                                | 74   | 상자 자작(Vicomte de Sanzay)               | 650    | 항복함, 그러나 다음날 강한 악천후로 인해 뭍에 좌초되어 불태워짐.              |
| 쥐스트 (Juste)                              | 70   | 프랑수아 드 생 (François de Saint Aloüarn) | 630    | 루아르(Loire)에서 난파                                                        |
| 앙블렉시블 (Inflexible)                     | 64   | 탕크레드(Tancrede)                         | 540    | 빌렌으로 입항했으나 소실되었다.                                               |
| 스핑크스 (Sphinx)                           | 64   | Goyon                                      | 450    |                                                                               |
| 비자르 (Bizarre)                            | 64   | Prince de Montbazon                        | 450    | 로슈포르로 탈출                                                               |
| 프리깃과 코르벳 함들(rigates and corvettes) |      |                                            |        |                                                                               |
| 에베 (Hébé)                                 | 40   |                                            | 300    | 브레스트로 귀환                                                               |
| 베스타르 (Vestale)                          |      |                                            | 254    | 빌렌으로 탈출                                                                 |
| 에그레트 (Aigrette)                         |      |                                            |        | 빌렌으로 탈출                                                                 |
| 칼립소 (Calypso)                            |      |                                            |        | 빌렌으로 탈출                                                                 |
| 프란스 누아 (Prince Noir)/ 느와르 (Noire)   |      |                                            |        | 빌렌으로 탈출                                                                 |
| 기타                                        |      |                                            |        |                                                                               |
| 벤젼스 (Vengeance)                          | ?    |                                            |        |                                                                               |

### 영국 함대

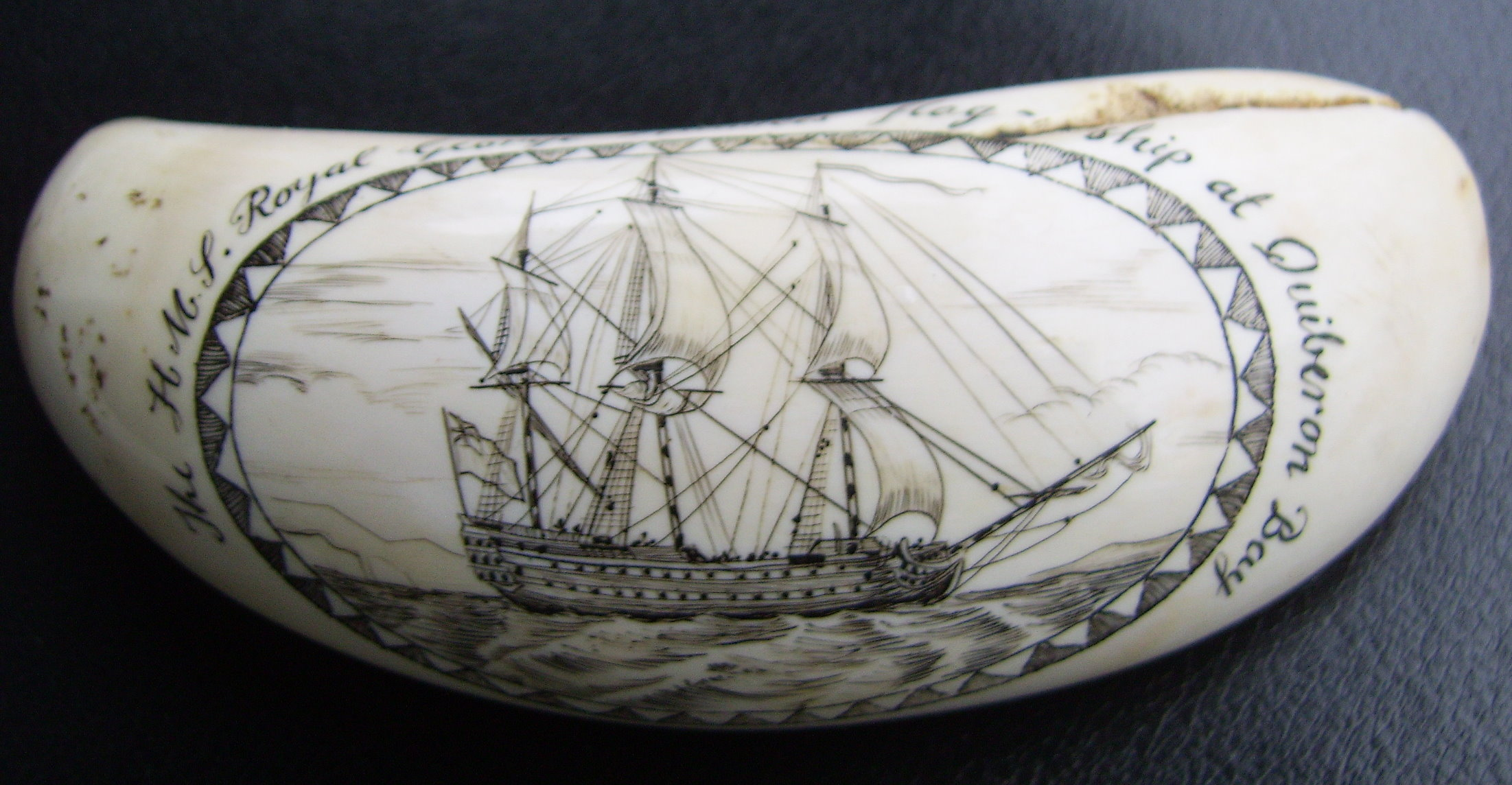
HMS 로얄 조지, 키브롱 만에서 호크의 기함 - 해마 앞니에 묘사

| 함선명                   | 대포 | 사령관                | 승무원 | 각주                                               |
| ------------------------ | ---- | --------------------- | ------ | -------------------------------------------------- |
| 로얄 조지 (Royal George) | 100  | 선장 캠벨(Campbell)   | 880    | 에드워드 호크 경의 기함                            |
| 유니온 (Union)           | 90   | 선장 J. 에반스(Evans) | 770    | Flagship of 찰스 하디 경(Sir Charles Hardy)의 기함 |
| 듀크 (Duke)              | 80   | Capt. Samuel Graves   | 800    |                                                    |
| 나무르 (Namur)           | 90   | Matthew Buckle        | 780    |                                                    |
| 레졸루션 (Resolution)    | 74   | Henry Speke           | 600    | Wrecked on Le Four shoal                           |
| 히어로 (Hero)            | 74   | George Edgcumbe       | 600    |                                                    |
| 워스파이트 (Warspite)    | 74   | Sir John Bentley      | 600    |                                                    |
| 허큘리스 (Hercules)      | 74   | W. Fortescue          | 600    |                                                    |
| 토베이 (Torbay)          | 70   | Augustus Keppel       | 520    |                                                    |
| 마그나님 (Magnanime)     | 70   | Viscount Howe         | 520    |                                                    |
| 마즈 (Mars)              | 70   | Commodore James Young | 520    |                                                    |
| 스위프트슈어 (Swiftsure) | 70   | Sir Thomas Stanhope   | 520    |                                                    |
| 드세트셔 (Dorsetshire    | 70   | Peter Denis           | 520    |                                                    |
| 버포드 (Burford)         | 70   | G. Gambier            | 520    |                                                    |
| 치첸스터 (Chichester)    | 70   | W. S. Willet          | 520    |                                                    |
| 템플 (Temple)            | 70   | Hon. W. Shirley       | 520    |                                                    |
| 에섹스 (Essex)           | 64   | Lucius O'Brien        | 480    | Wrecked on Le Four shoal                           |
| 리벤지 (Revenge)         | 64   | J. Storr              | 480    |                                                    |
| 몬터규 (Montague)        | 60   | Joshua Rowley         | 400    |                                                    |
| 킹스톤 (Kingston)        | 60   | Thomas Shirley        | 400    |                                                    |
| 인트레피드 (Intrepid)    | 60   | J. Maplesden          | 400    |                                                    |
| 던카크 (Dunkirk)         | 60   | R. Digby              | 420    |                                                    |
| 디파이안스 (Defiance)    | 60   | P. Baird              | 420    |                                                    |
| 챠탐 (Chatham)           | 50   | J. Lockhart           | 350    |                                                    |
| 미나바 (Minerva)         | 32   | A. Hood               | 220    |                                                    |
| 비너스 (Venus)           | 36   | T. Harrison           | 240    |                                                    |
| 벤젼스 (Vengeance)       | 28   | F. Burslem            | 200    |                                                    |
| 코벤트리 (Coventry)      | 28   | D. Digges             | 200    |                                                    |
| 사파이어 (Sapphire)      | 32   | J. Strachan           | 220    |                                                    |